# Hemibystra impuncta
Hemibystra impuncta là một loài tò vò trong họ Ichneumonidae.